# Götene landsfiskalsdistrikt
Götene landsfiskalsdistrikt var 1918–1964 ett landsfiskalsdistrikt i Skaraborgs län, bildat som Kinne landsfiskalsdistrikt när Sveriges indelning i landsfiskalsdistrikt trädde i kraft den 1 januari 1918, enligt beslut den 7 september 1917. När Sveriges nya indelning i landsfiskalsdistrikt trädde i kraft den 1 januari 1952 (enligt kungörelsen 1 juni 1951) ändrades distriktets namn till Götene landsfiskalsdistrikt. Den 1 januari 1965 avskaffades i Sverige samtliga landsfiskaler och landsfiskalsdistrikt, och deras arbetsuppgifter delades upp på de nyskapade indelningarna polisdistrikt, åklagardistrikt och kronofogdedistrikt.
Landsfiskalsdistriktet låg under länsstyrelsen i Skaraborgs län.

## Ingående områden
När Sveriges nya indelning i landsfiskalsdistrikt trädde i kraft den 1 oktober 1941 (enligt kungörelsen den 28 juni 1941) överfördes Ledsjö landskommun till Kinnefjärdings landsfiskalsdistrikt. Den 1 januari 1952 (enligt kungörelsen 1 juni 1951) ändrades distriktets indelning genom kommunreformen 1952 samt tillförsel av områden som blev del av Husaby landskommun (och tillfördes från Kinnefjärdings landsfiskalsdistrikt) samt kommunerna Bredsäter och Lugnås som uppgick i Hasslerörs landsfiskalsdistrikt.

### Från 1918
Kinne härad:
- Bredsäters landskommun
- Forshems landskommun
- Fullösa landskommun
- Götene landskommun
- Holmestads landskommun
- Kestads landskommun
- Kinne-Kleva landskommun
- Kinne-Vedums landskommun
- Ledsjö landskommun
- Lugnås landskommun
- Medelplana landskommun
- Sils landskommun
- Västerplana landskommun
- Vättlösa landskommun
- Österplana landskommun

### Från 1 oktober 1941
Kinne härad:
- Bredsäters landskommun
- Forshems landskommun
- Fullösa landskommun
- Götene landskommun
- Holmestads landskommun
- Kestads landskommun
- Kinne-Kleva landskommun
- Kinne-Vedums landskommun
- Lugnås landskommun
- Medelplana landskommun
- Sils landskommun
- Västerplana landskommun
- Vättlösa landskommun
- Österplana landskommun

### Från 1 januari 1952
- Götene köping
- Husaby landskommun
- Kinnekulle landskommun